# 安作璋
安作璋（1927年1月10日—2019年2月20日），山东曹县人，中国历史学家，中國共產黨黨員，主要研究通史和秦汉史，此外对山东地方史、齐鲁文化史、中国运河文化史、历史文献学等领域也有研究。

## 生平
1927年1月10日，安作璋出生于山东曹县县城内孔子庙旁的一户书香之家。安家是一个科举世家，安作璋受家庭影响，幼儿时期便接受蒙学，学习《三字经》、《弟子规》、《朱子家训》等。
1937年，安作璋小学毕业。同年，日本发动全面侵华战争，曹县被日军占领，安作璋不愿意就读于日本人控制的学校，随家人到乡下私塾读书，在师长的教导下先后读完前四史和《资治通鉴》等书。1944年秋，安作璋随流亡学生辗转到安徽北部的阜阳，并进入山东第二临时中学高中部就读。1947年，安作璋中学毕业，考入齐鲁大学文学院历史系，在张维华的指导下主攻秦汉史。入学后，安作璋接受了乾嘉学派考据务实思想的影响，1949年后又接受了辩证唯物主义和历史唯物主义的教育，为其治学思想与风格的形成打下了基础。1951年，大学毕业的安作璋被分配到山东师范学院（现山东师范大学）历史系工作。
文化大革命期间，安作璋被指为“反动学术权威”，并因此而遭到隔离和批斗，文革结束后平反。1980年，安作璋由讲师晋升为教授。1993年，安作璋被中国国务院学位委员会评定为博士生导师。
2019年2月20日22时37分，在山东省中医院东院因心脏病去世，享年92岁。2月23日下午，在济南莲花山殡仪馆举行追悼会，安作璋生前同事、故交、学生以及来自社会各界的300余人参加遗体告别仪式。

## 社会职务
除教学工作外，安作璋还曾担任过很多其他职务。1982年8月，中国秦汉史研究会成立，安作璋1982年8月至1993年8月间，连续担任五届副会长。1985年5月，山东师范大学古籍整理研究所成立，安作璋为创始人及首任所长。1993年3月，山东师范大学山东地方史研究所经学校批准成立，安作璋是主要研究人员之一。此外，安作璋还曾担任山东省历史学会副会长、山东地方志学会副会长等。安作璋是一名中国共产党党员，曾于1987年当选中国共产党第十三次全国代表大会代表。

## 个人荣誉
1988年，安作璋被中国共产党山东省委员会、山东省人民政府授予“山东省首批拔尖人才”称号。1991年起，享受中国国务院“政府特殊津贴”。2007年获得首届山东社会科学突出贡献奖。

## 著作
| 著作名称             | 出版信息                                               | 其他说明                               | 信息来源            |
| -------------------- | ------------------------------------------------------ | -------------------------------------- | ------------------- |
| 汉史初探             | 1955年由学习生活出版社出版，1957年由上海人民出版社再版 | 安作璋的首部史学著作                   | [ 5 ]               |
| 两汉与西域关系史     | 1959年由山东人民出版社出版，1979年齐鲁书社再版         |                                        | [ 5 ]               |
| 秦汉农民战争史料汇编 | 1982年由中华书局出版                                   |                                        | [ 13 ]              |
| 秦汉官制史稿         | 1984年由齐鲁书社出版，2007年由齐鲁书社再版             | 与熊铁基合著                           | [ 5 ]               |
| 中国史简编           | 1986年由山东教育出版社出版                             | 1988年被中国教育部评定为高校通用教材   | [ 4 ] [ 6 ]         |
| 刘邦评传             | 1988年由齐鲁书社出版                                   | 与孟祥才合著，后增为《汉高帝大传》     | [ 14 ] [ 15 ] [ 6 ] |
| 班固与汉书           | 1991年学海出版社出版                                   | 后增为《班固评传：一代良史》           | [ 6 ] [ 16 ]        |
| 秦汉官吏法研究       | 1993年由齐鲁书社出版                                   | 与陈乃华合著                           | [ 17 ]              |
| 秦汉史               | 1993年由人民出版社出版                                 | 与田昌五主编                           | [ 18 ]              |
| 山东通史             | 1994年开始由山东省人民出版社陆续出版，2010年出版增订版 | 共8卷10本，担任主编                    | [ 19 ]              |
| 班固评传：一代良史   | 1996年广西教育出版社出版                               |                                        | [ 20 ]              |
| 汉高帝大传           | 1997年河南人民出版社出版                               | 与孟祥才合著                           | [ 21 ]              |
| 汉光武帝大传         | 1999年河南人民出版社出版                               | 与孟祥才合著                           | [ 22 ]              |
| 中国古代史史料学     | 1998年由福建人民出版社出版                             | 大学教材，2006年列入“十一五”国家级教材 | [ 23 ] [ 6 ]        |
| 学史集               | 2001年由中华书局出版                                   | 论文集                                 | [ 5 ]               |
| 汉武帝大传           | 2005年由中华书局出版                                   | 与刘德增合著                           | [ 24 ]              |
| 秦始皇帝大传         | 2005年由中华书局出版                                   | 与孟祥才合著                           | [ 25 ]              |
| 学史集续集           | 2015年由中华书局出版                                   | 论文集                                 | [ 5 ]               |

## 备注
1. ↑  讣告称享年93岁